# Jakub Kuszlik
Jakub Kuszlik (ur. 23 grudnia 1996 w Bochni) – polski pianista, laureat IV nagrody XVIII Międzynarodowego Konkursu Pianistycznego im. Fryderyka Chopina (2021).

## Życiorys
Jakub Kuszlik edukację muzyczną rozpoczął w wieku siedmiu lat w Państwowej Szkole Muzycznej I st. w Bochni w klasie fortepianu Agaty Zając. Naukę kontynuował w PSM II st. im. W. Żeleńskiego pod kierunkiem Olgi Łazarskiej oraz w Akademii Muzycznej im. Feliksa Nowowiejskiego w Bydgoszczy w klasie Katarzyny Popowej-Zydroń.
Laureat m.in. Ogólnopolskiego Konkursu Pianistycznego w Koninie (III miejsce, 2010), Międzynarodowego Konkursu Pianistycznego w Zgorzelcu (II miejsce, 2011), Turnieju Pianistycznego im. H. Czerny- Stefańskiej w Żaganiu (I miejsce, 2012), Międzynarodowego Konkursu Pianistycznego EPTA w Krakowie (II miejsce, 2012), Międzynarodowego Konkursu im. M. Moszkowskiego w Kielcach (I miejsce, 2013), Międzynarodowego Konkursu im. Ignacego Jana Paderewskiego w Bydgoszczy (II miejsce, 2016), Międzynarodowego Konkursu Pianistycznego w Hilton Head (II miejsce), Międzynarodowego Konkursu „Top of the World” w Tromsø (III miejsce). Laureat IV miejsca oraz nagrody specjalnej za najlepsze wykonanie mazurków XVIII Międzynarodowego Konkursu Pianistycznego im. Fryderyka Chopina (2021).
Jakub Kuszlik był stypendystą Burmistrza Miasta Bochni, Fundacji „Sapere Auso” i Fundacji „Pro Musica Bona”, Krajowego Funduszu na rzecz Dzieci.
W lutym 2022 ukazał się jego pierwszy solowy album "Brahms, Chopin", zawierający nagrania z recitalu w Studiu Koncertowym im. Witolda Lutosławskiego. W lutym 2023 nakładem NIFC wyszedł dwupłytowy album zawierający nagrania z XVIII Międzynarodowego Konkursu Pianistycznego im. Fryderyka Chopina.